# Graphoderus bilineatus
Espèce
Statut de conservation UICN

 VU  : Vulnérable
Graphoderus bilineatus est une espèce de coléoptères de la famille des Dytiscidae.  Cette espèce est présente en Autriche, Belgique, Bosnie-Herzégovine, Croatie, République tchèque, Danemark, Finlande, France, Allemagne, Hongrie, Italie, Lettonie, Lituanie, Luxembourg, Pays-Bas, Norvège, Pologne, Russie, Serbie et Monténégro, Slovaquie, Suisse, Turkménistan, Ukraine et Royaume-Uni. En Europe, elle est inscrite dans les annexes IV et II de la Directive Habitat Faune Flore (DHFF).
En France métropolitaine, cette espèce se trouve principalement autour du lac Léman et dans le Doubs. On rapporte aussi de rares observations dans l’Indre. L’espèce était enfin connue du Marais de la Perche en Gironde, mais elle n’aurait semble-t-il pas survécu à la colonisation du milieu par l’écrevisse américaine, Procambarus clarkii.